# Mitchella repens
Espèce
Mitchella repens, en français Pain-de-perdrix, Mitchella rampant ou Mitchelle rampante, est une espèce de plantes à fleurs de la famille des Rubiaceae. C'est une plante rampante herbacée ou semi-ligneuse, endémique en Amérique du Nord, parfois plantée comme couvre-sol pour ses baies rouges ornementales.

## Caractéristiques
C'est une plante vivace qui rampe au sol, pas plus haute que 5 à 10 cm. Les tiges peuvent atteindre 15 à 30 cm de long. Les feuilles sont persistantes, vert foncé et luisantes. Elles sont de forme ovale à cordiforme. Le diamètre des feuilles varie entre 0,5 cm et 2,5 cm. La nervure médiane de la feuille a une couleur jaune pâle. Les pétioles sont courts et parfois pubescents et les feuilles sont opposées sur les tiges. Des racines adventives peuvent croître aux nœuds,.
Les fleurs poussent en paires, d'un calice commun couvert de poils fins. Chaque fleur a quatre pétales blancs ou rose pâle, un pistil et quatre étamines. Elles sont parfumées. Les plantes ont soit des fleurs avec de longs pistils et des étamines courtes, ou de courts pistils et des longues étamines. Les deux styles sont génétiquement déterminés, de sorte que le pollen de l'un ne fertilise pas l'autre (auto-incompatibilité hétéromorphe). La floraison est printanière.

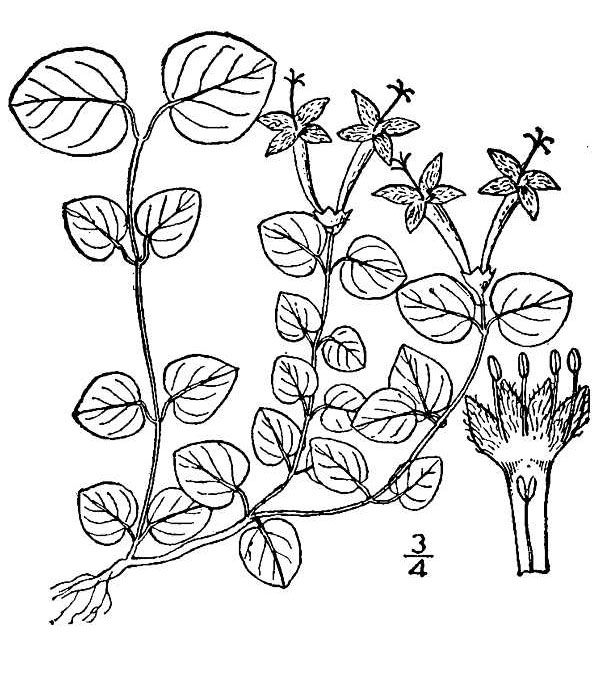
Illustration botanique de Mitchella repens.

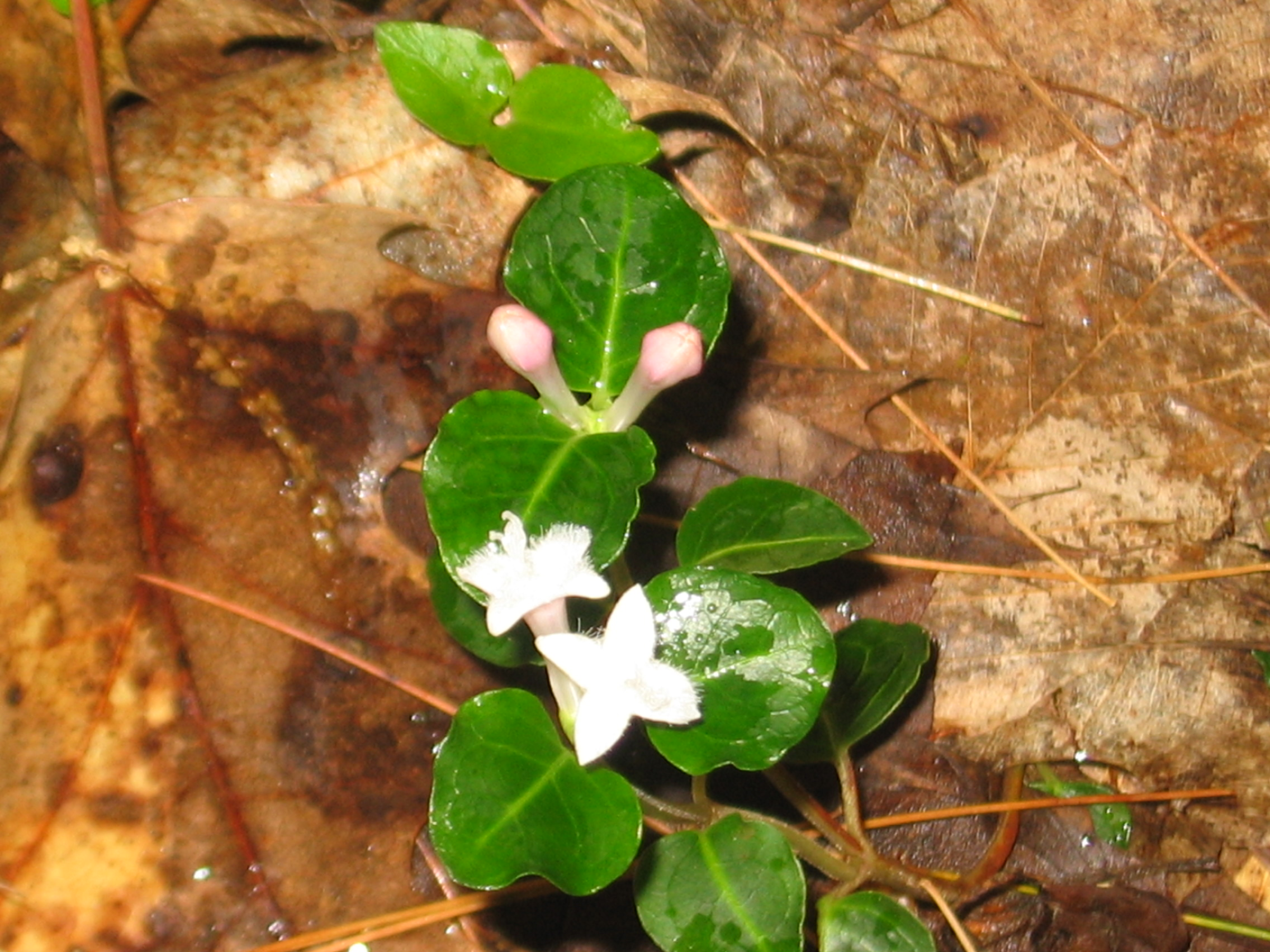
Feuillage, inflorescence, et bouton floral.

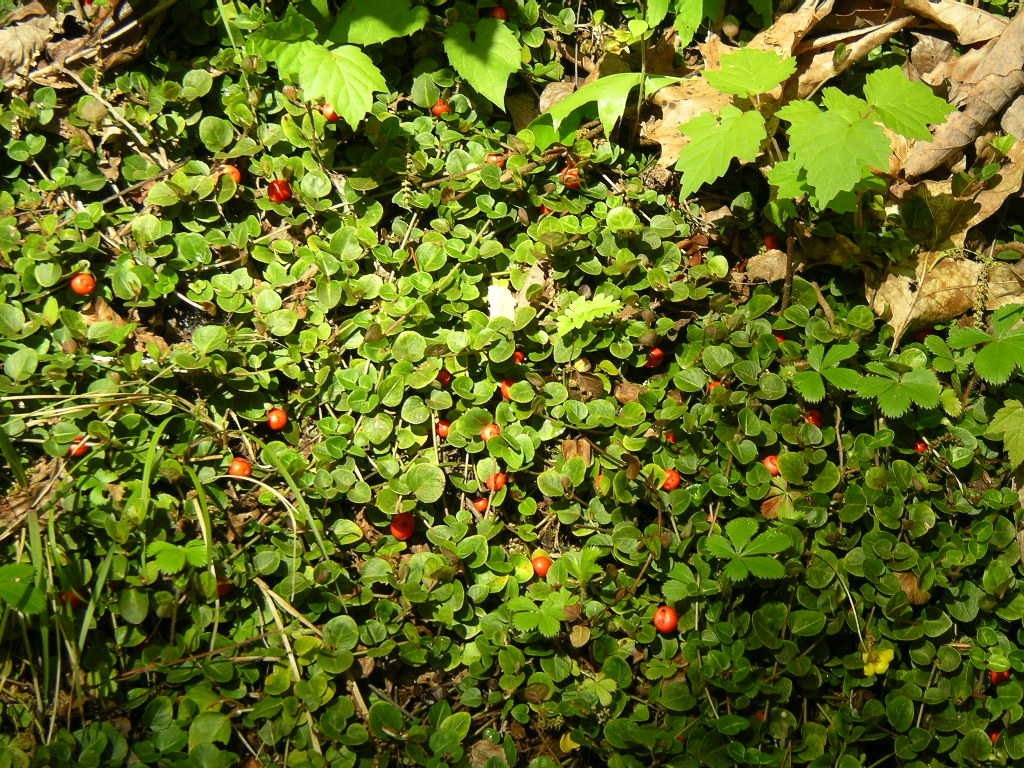
Baies.

Les ovaires des fleurs jumelles fusionnent, formant une seule drupe rouge de moins de 1 cm de diamètre. Deux point rouges brillants restent comme marque de ce processus. Le fruit devient mûr entre juillet et octobre et persiste durant l'hiver. Le fruit contient jusqu'à huit graines. Les fruits ne sont jamais abondants. Ils peuvent être consommés par certains oiseaux, renards, souris et putois,. Les feuilles sont occasionnellement consommées par le cerf de Virginie.

## Taxonomie et classification
Mitchella repens est une des nombreuses espèces d'abord décrites par Carl von Linné. Son nom vient de l'adjectif latin repens, qui signifie « rampant ».
Ce taxon porte en français les noms vernaculaires ou normalisés suivants : Pain-de-perdrix, Mitchella rampant, Mitchelle rampante.
Mitchella repens a pour synonymes :
- Disperma repens J.F.Gmel.
- Mitchella repens f. leucocarpa Bissell
- Mitchella repens f. repens
- Mitchella repens var. alba Beal
- Perdicesca repens (L.) Prov.
- Perdicesea repens (L.) Prov.

## Écologie
L'espèce pousse dans l'est de l'Amérique du Nord, du sud-est du Canada à la Floride, au Texas et au Guatemala. Elle tapisse le sol dans les forêts mixtes, croissant souvent sur les tapis de mousses (Bryophytes). Elle pousse aussi le long des cours d'eau ou sur des pentes sableuses.

## Utilisations
Mitchella repens est cultivée pour ses baies rouges ornementales et son feuillage vert brillant, comme couvre-sol dans des endroits ombragés. Le bouturage est facile. Une certaine collecte pour décoration de Noël a eu un impact sur la population sauvage. Les autochtones d'Amérique du Nord faisaient du thé de ses feuilles, et les baies étaient consommées par les mères à l'accouchement. Les baies écarlates sont comestibles mais de peu de goût. Ne pas confondre avec Vaccinium vitis-idaea.